# Tewkesbury (stad)
Tewkesbury is een stad en civil parish in Gloucestershire. Hij ligt aan de samenvloeiing van de rivieren Severn en Upper Avon en enkele kleine zijrivieren. De stad is het bestuurlijke centrum van de gelijknamige district Tewkesbury.
De naam is ontleend aan Theoc, een Saks die er in de 7e eeuw een kluizenaarshut oprichtte. De plaats werd in het Oudengels aangeduid als Theocsbury.
Historisch gezien is Tewkesbury de marktstad voor het omliggende landelijke gebied. Het onderging uitbreiding in de periode na de Tweede Wereldoorlog. 
Tewkesbury is ook sinds vele eeuwen een centrum van graanmaalderijen, en de watermolen (Abbey Mill) bestaat nog steeds, al is hij omgebouwd voor residentieel gebruik. Tot voor kort werd nog graan gemalen in een modernere molen, een eindje stroomopwaarts van de stad. Delen van de molen dateren uit 1865. Deze molen werd ooit beschouwd als de grootste en modernste graanmolen ter wereld. Alle mogelijke transportmiddelen werden in de loop der tijden door de uitbaters van de molen gebruikt: weg, spoor en binnenwateren.

## Tewkesbury Abbey
De abdij van de Blessed Virgin Mary in Tewkesbury is de tweede grootste parochiekerk in het land en een voormalig benedictijner klooster.
De kerk zelf wordt gerekend tot een van de mooiste Normandische gebouwen in Engeland. De massieve toren werd ooit uitgeroepen als de grootste en mooiste Romaanse toren in Engeland. Slechts veertien kathedralen van Engeland zijn kleiner en enkel Westminster Abbey bevat meer middeleeuwse kerkmonumenten.
In de middeleeuwen was Tewkesbury uitgegroeid tot een van de rijkste kloosters van Engeland.
Na de slag bij Tewkesbury in de Rozenoorlogen in 1471, zocht een deel van de aanhangers van Lancaster toevlucht in de abdij maar de zegevierende Yorkisten, geleid door koning Eduard IV, drongen er toch binnen. Door het daaropvolgend bloedbad moest het gebouw een maand sluiten om het te reinigen en opnieuw in te wijden.
De centrale stenen toren was oorspronkelijk bedekt met een houten spits, die in 1559 instortte en nooit werd herbouwd. 
Sinds de reformatie in 1539 is de abdij in gebruik als parochiekerk van de Kerk van Engeland. Het werd in 1879 gerestaureerd door George Gilbert Scott, grootvader van Giles Gilbert Scott.
In 1760, 1970 en 2007 had de abdij te lijden onder overstromingen door de nabijgelegen rivier Severn.